# Tournoi de clôture du championnat d'Argentine de football 1994
Navigation
Tournoi précédent Tournoi suivant
Le tournoi de clôture de la saison 1994 du Championnat d'Argentine de football est le second tournoi semestriel de la 64e édition du championnat de première division en Argentine. Les vingt équipes sont regroupées au sein d'une poule unique où elles affrontent une fois chacun de leurs adversaires. Un classement cumulé sur les trois dernières années permet de déterminer les deux équipes reléguées à l'issue du tournoi.
C'est le Independiente qui remporte le tournoi après avoir terminé en tête du classement final, avec un seul point d'avance sur le Huracán et trois sur le duo Rosario Central-San Lorenzo de Almagro. C'est le 15e titre de champion d'Argentine de l'histoire du club..

## Qualifications continentales
Le vainqueur du tournoi Clôture est automatiquement qualifié pour la Copa Libertadores 1995 où il rejoint le vainqueur du tournoi Ouverture. Le classement cumulé des tournois Ouverture et Clôture permet de désigner les trois clubs qualifiés pour la prochaine édition de la Copa CONMEBOL.

## Les clubs participants
| \| Buenos Aires La Plata Rosario Córdoba Salta Corrientes \| Villes représentées lors de la saison 1993-1994 |
| Buenos Aires La Plata Rosario Córdoba Salta Corrientes                                                       |

- Argentinos Juniors
- Gimnasia y Esgrima (La Plata)
- Rosario Central
- Belgrano (Córdoba)
- Boca Juniors
- Ferro Carril Oeste
- Estudiantes (La Plata)
- Deportivo Español
- Independiente
- Lanús
- Newell's Old Boys (Rosario)
- Platense
- Racing Club
- San Lorenzo de Almagro
- Deportivo Mandiyú (Corrientes)
- Huracán
- River Plate
- Vélez Sársfield
- Banfield
- Gimnasia y Tiro (Salta)

## Compétition
Le barème utilisé pour établir le classement est le suivant :
- Victoire : 2 points
- Match nul : 1 point
- Défaite : 0 point

### Classement
| Rang | Équipe                         | Pts | J  | G  | N  | P | Bp | Bc | Diff |
| ---- | ------------------------------ | --- | -- | -- | -- | - | -- | -- | ---- |
| 1    | Independiente                  | 26  | 19 | 8  | 10 | 1 | 32 | 13 | +19  |
| 2    | Huracán                        | 25  | 19 | 10 | 5  | 4 | 25 | 22 | +3   |
| 3    | Rosario Central                | 23  | 19 | 8  | 7  | 4 | 26 | 14 | +12  |
| 4    | San Lorenzo de Almagro         | 23  | 19 | 8  | 7  | 4 | 22 | 15 | +7   |
| 5    | River PlateT                   | 21  | 19 | 7  | 7  | 5 | 24 | 14 | +10  |
| 6    | Platense                       | 21  | 19 | 7  | 7  | 5 | 28 | 23 | +5   |
| 7    | Boca Juniors                   | 20  | 19 | 6  | 8  | 5 | 25 | 19 | +6   |
| 8    | Banfield                       | 20  | 19 | 8  | 4  | 7 | 23 | 20 | +3   |
| 9    | Belgrano (Córdoba)             | 19  | 19 | 6  | 7  | 6 | 16 | 17 | -1   |
| 10   | Newell's Old Boys (Rosario)    | 19  | 19 | 7  | 5  | 7 | 16 | 18 | -2   |
| 11   | Lanús                          | 19  | 19 | 6  | 7  | 6 | 23 | 26 | -3   |
| 12   | Racing Club                    | 19  | 19 | 6  | 7  | 6 | 14 | 17 | -3   |
| 13   | Argentinos Juniors             | 18  | 19 | 3  | 12 | 4 | 23 | 24 | -1   |
| 14   | Deportivo Español              | 17  | 19 | 3  | 11 | 5 | 13 | 20 | -7   |
| 15   | Ferro Carril Oeste             | 16  | 19 | 5  | 6  | 8 | 13 | 17 | -4   |
| 16   | Estudiantes (La Plata)         | 16  | 19 | 5  | 6  | 8 | 23 | 29 | -6   |
| 17   | Gimnasia y Esgrima (La Plata)  | 16  | 19 | 5  | 6  | 8 | 20 | 29 | -9   |
| 18   | Vélez Sársfield                | 15  | 19 | 4  | 7  | 8 | 23 | 31 | -8   |
| 19   | Gimnasia y Tiro (Salta)        | 14  | 19 | 4  | 6  | 9 | 15 | 26 | -11  |
| 20   | Deportivo Mandiyú (Corrientes) | 13  | 19 | 3  | 7  | 9 | 17 | 27 | -10  |

|  | Qualification directe pour la Copa Libertadores 1995 |
|  | T : Tenant du titre                                  |

### Classement cumulé
Un classement cumulé des tournois Ouverture et Clôture permet de déterminer les trois équipes qualifiées pour la Copa CONMEBOL 1994. Il s'agit des trois meilleures équipes au classement qui ne sont ni qualifiées pour la Copa Libertadores 1995 ni invitées à participer à la Supercopa Sudamericana 1994.
| Rang | Équipe                         | Pts | J  | G  | N  | P  | Bp | Bc | Diff |
| ---- | ------------------------------ | --- | -- | -- | -- | -- | -- | -- | ---- |
| 1    | IndependienteClo               | 48  | 38 | 15 | 18 | 5  | 59 | 33 | +26  |
| 2    | River PlateOuv                 | 45  | 38 | 16 | 13 | 9  | 53 | 31 | +22  |
| 3    | San Lorenzo de Almagro         | 44  | 38 | 16 | 12 | 10 | 45 | 35 | +10  |
| 4    | Huracán                        | 43  | 38 | 15 | 13 | 10 | 47 | 45 | +2   |
| 5    | Boca Juniors                   | 42  | 38 | 14 | 14 | 10 | 50 | 31 | +19  |
| 6    | Racing Club                    | 42  | 38 | 14 | 14 | 10 | 37 | 37 | 0    |
| 7    | Lanús                          | 41  | 38 | 12 | 17 | 9  | 46 | 44 | +2   |
| 8    | Banfield                       | 40  | 38 | 14 | 12 | 12 | 43 | 37 | +6   |
| 9    | Platense                       | 38  | 38 | 11 | 16 | 11 | 50 | 47 | +3   |
| 10   | Rosario Central                | 38  | 38 | 10 | 18 | 10 | 41 | 38 | +3   |
| 11   | Vélez SarsfieldC1              | 38  | 38 | 12 | 14 | 12 | 42 | 45 | -3   |
| 12   | Gimnasia y Esgrima (La Plata)  | 37  | 38 | 11 | 15 | 12 | 41 | 44 | -3   |
| 13   | Argentinos Juniors             | 36  | 38 | 7  | 22 | 9  | 46 | 44 | +2   |
| 14   | Newell's Old Boys (Rosario)    | 36  | 38 | 11 | 14 | 13 | 32 | 40 | -8   |
| 15   | Ferro Carril Oeste             | 35  | 38 | 9  | 17 | 12 | 30 | 37 | -7   |
| 16   | Belgrano (Córdoba)             | 35  | 38 | 10 | 15 | 13 | 34 | 47 | -13  |
| 17   | Deportivo Español              | 32  | 38 | 6  | 20 | 12 | 21 | 40 | -19  |
| 18   | Deportivo Mandiyú (Corrientes) | 30  | 38 | 8  | 14 | 16 | 42 | 51 | -9   |
| 19   | Estudiantes (La Plata)         | 30  | 38 | 8  | 14 | 16 | 39 | 52 | -13  |
| 20   | Gimnasia y Tiro (Salta)        | 30  | 38 | 9  | 12 | 17 | 31 | 51 | -20  |

|  | Qualification directe pour la Copa Libertadores 1995 et la Supercopa Sudamericana 1994                                             |
|  | Qualification directe pour la Copa CONMEBOL 1994                                                                                   |
|  | Invitation pour la Supercopa Sudamericana 1994                                                                                     |
|  | C1 : Vainqueur de la Copa Libertadores 1994 Ouv ; Vainqueur du tournoi d'Ouverture 1993 Clo : Vainqueur du tournoi de Clôture 1994 |

### Table de relégation
Un classement cumulé des trois dernières saisons du championnat permet de déterminer les deux équipes reléguées en Primera B.
| Rang | Équipe                         | Pts   | J   | G | N | P | Bp | Bc | Diff |
| ---- | ------------------------------ | ----- | --- | - | - | - | -- | -- | ---- |
| 1    | River PlateOuv                 | 1,280 | 114 |   |   |   |    |    |      |
| 2    | Boca Juniors                   | 1,228 | 114 |   |   |   |    |    |      |
| 3    | Velez Sarsfield                | 1,175 | 114 |   |   |   |    |    |      |
| 4    | IndependienteClo               | 1,096 | 114 |   |   |   |    |    |      |
| 5    | Huracan                        | 1,087 | 114 |   |   |   |    |    |      |
| 6    | San Lorenzo de Almagro         | 1,078 | 114 |   |   |   |    |    |      |
| 7    | Banfield                       | 1,052 | 38  |   |   |   |    |    |      |
| 8    | Deportivo Español              | 1,035 | 114 |   |   |   |    |    |      |
| 9    | Lanús                          | 1,026 | 76  |   |   |   |    |    |      |
| 10   | Racing Club                    | 1,026 | 114 |   |   |   |    |    |      |
| 11   | Gimnasia y Esgrima (La Plata)  | 0,982 | 114 |   |   |   |    |    |      |
| 12   | Rosario Central                | 0,973 | 114 |   |   |   |    |    |      |
| 13   | Ferro Carril Oeste             | 0,964 | 114 |   |   |   |    |    |      |
| 14   | Belgrano (Córdoba)             | 0,947 | 114 |   |   |   |    |    |      |
| 15   | Platense                       | 0,947 | 114 |   |   |   |    |    |      |
| 16   | Newell's Old Boys (Rosario)    | 0,921 | 114 |   |   |   |    |    |      |
| 17   | Argentinos Juniors             | 0,912 | 114 |   |   |   |    |    |      |
| 18   | Deportivo Mandiyu (Corrientes) | 0,877 | 114 |   |   |   |    |    |      |
| 19   | Estudiantes (La Plata)         | 0,850 | 114 |   |   |   |    |    |      |
| 20   | Gimnasia y Tiro (Salta)        | 0,789 | 38  |   |   |   |    |    |      |

|  | Relégation directe en Primera B                                                        |
|  | Ouv ; Vainqueur du tournoi d'Ouverture 1993 Clo : Vainqueur du tournoi de Clôture 1994 |

## Bilan de la saison
| Championnat d'Argentine de football 1994 |                                                                                              |
| Champion                                 | Independiente (15e titre)                                                                    |
| Qualifications continentales             |                                                                                              |
| Copa Libertadores 1995                   | Velez Sarsfield (tenant du titre) Independiente                                              |
| Copa CONMEBOL 1994                       | San Lorenzo de Almagro Huracan Lanús                                                         |
| Supercopa Sudamericana 1994              | Independiente River Plate Boca Juniors Racing Club Argentinos Juniors Estudiantes (La Plata) |
| Promotions et relégations                |                                                                                              |
| Promus en Primera Division               | Gimnasia y Esgrima (Jujuy) Talleres (Córdoba)                                                |
| Relégués en Primera B Nacional           | Estudiantes de La Plata Gimnasia y Tiro (Salta)                                              |